# Ligne 7 du tramway de Bruxelles (1928-1968)
La ligne 7 est une ancienne ligne de tramway du tramway de Bruxelles qui a fonctionné jusqu'au 8 janvier 1968.

## Histoire
Elle est supprimée le 8 janvier 1968 lors de la quatrième phase de restructuration du réseau de tramway bruxellois, son itinéraire est intégralement repris par deux nouvelles lignes, :
- 19 entre la gare de Grand-Bigard et la barrière de Saint-Gilles ;
- 55 entre la barrière de Saint-Gilles et Uccle Calevoet.

## Les stations
| Stations               |
| ---------------------- |
| Grand-Bigard           |
| Hunderenveld           |
| Azur                   |
| Vereman                |
| Schweitzer             |
| Valida                 |
| Goffin                 |
| Collège Sacré-Cœur     |
| Bossaert-Basilique     |
| Besme                  |
| Simonis                |
| Ribaucourt             |
| Yser                   |
| Rogier                 |
| Botanique              |
| Madou                  |
| Arts-Loi               |
| Trône                  |
| Porte de Namur         |
| Louise                 |
| Hôtel des Monnaies     |
| Parvis de Saint-Gilles |
| Barrière               |
| Albert                 |
| Timmermans             |
| Molière-Longchamp      |
| Coghen                 |
| Roosendael             |
| Bens                   |
| Xavier de Bue          |
| Globe                  |
| Rittweger              |
| Jeanne Herrerman       |
| Uccle-Calevoet         |